# Agapetus punctatus
Agapetus punctatus là một loài Trichoptera trong họ Glossosomatidae. Chúng phân bố ở miền Cổ bắc.